# هیوکی، کاگوشیما
هیوکی در استان کاگوشیما در کشور ژاپن واقع شده‌است  که دارای جمعیت ۵۱٬۴۷۲ نفر و مساحت ۲۵۳٫۰۶ کیلومتر مربع با تراکم جمعیت ۲۰۳  نفر در کیلومترمربع است و در تاریخ ۱ مه ۲۰۰۵ به عنوان شهر شناخته شد.